# Richard Lewis
Richard Philip Lewis (født 29. juni 1947, død 27. februar 2024) var en amerikansk komiker og skuespiller.